# Kogelpot

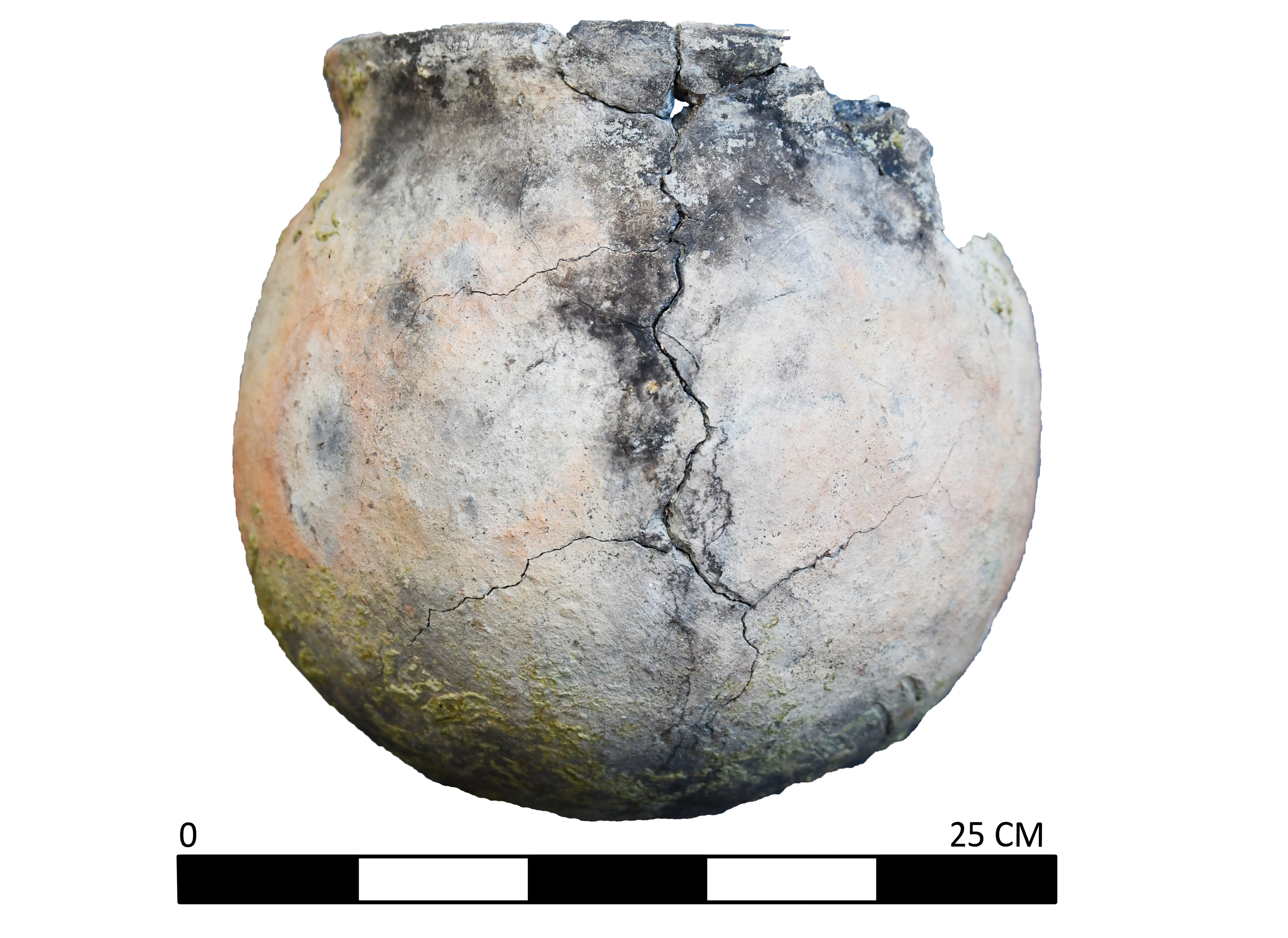
Een bijna complete kogelpot van het type Gasselte C. Deze kogelpot dateert uit de tiende eeuw en is gevonden in het Friese Hantum in 2019.

Een kogelpot is een meestal handgevormde bolvormige pot uit de late middeleeuwen. In het zuiden van Nederland werden kogelpotten aangeleverd die op een draaischijf vervaardigd werden.
De eerste bolvormige potten komen in Nederland voor het eerst voor in het kustgebied omstreeks 700 n. Chr. De kogelpot blijft het meest gebruikte aardewerktype tot het einde van de 14e eeuw. In heel Nederland worden verschillende types kogelpotaardewerk aangetroffen tussen de dertiende en het begin van de 14e eeuw. 
Kogelpotten zijn grofweg te verdelen in drie formaten: klein, middel en groot. De kleine werden voornamelijk gebruikt als drinkbeker. het middelgrote formaat als kookpot en het grote formaat als voorraadpot. Naast de kogelpotvorm zijn van hetzelfde type aardewerk ook steelpannen, komforen, doofpotten, grapes schalen en bakken gemaakt. 
We zien dat aan het einde van de Late Middeleeuwen het kogelpotaardewerk geleidelijk word vervangen door grijsbakkend-, roodbakkend en hoogversierd geglazuur aardewerk. In Noord Groningen zien we echter nog een overgangsfase waarbij geglazuurd kogelpot word geproduceerd in een beperkt aantal productiecentra.